# Malajowie lankijscy
Malajowie lankijscy – ludność Sri Lanki wywodząca się z Archipelagu Malajskiego. Według spisu ludności z 2001 r. ich populacja wynosi 48 tys. osób. W przeważającej mierze pochodzą z terenów dzisiejszej Indonezji. Są potomkami ludności przesiedlonej przez Holendrów (od XVII w.). 
Posługują się językiem malajskim Sri Lanki, niezrozumiałym dla użytkowników innych odmian języka malajskiego. Na obszarach miejskich ich mowa ojczysta jest wypierana przez język syngaleski. Niektórzy komunikują się w standardowym języku malajskim (ze względów ekonomicznych).